# グラント・ガイスマン
グラント・ガイスマン（Grant Geissman、1953年4月13日 - ）は、アメリカ合衆国のジャズ・ギタリスト。

## 来歴
11歳の頃に個人教師の勧めでギターを始め、週末にはロックバンドなどで演奏し始める。高校生の頃にジャズ・ギタリストのジェリー・ハーンに師事して本格的にプロのギタリストとして活動を開始する。
ガイスマンは、1976年にチャック・マンジョーネと初共演。翌年正式なバンドメンバーとなる。その直後に発表されたシングル「フィール・ソー・グッド」ではギターソロを担当。世界的なヒットとなった。同名のアルバムもチャートインを記録したことで、ガイスマンの名も広く知れ渡った。チャック・マンジョーネのバンドには1981年まで在籍し、この間にリリースされた『サンチェスの子供たち』、『ファン・アンド・ゲームス』などにも参加している。
マンジョーネのバンドから離れた後は、自身のリーダーアルバムの制作と作曲、スタジオミュージシャンとして他のミュージシャンのセッションに参加。クインシー・ジョーンズ、ピーター・アレン、ロドニー・フレンド、ヴァン・ダイク・パークス、ポーラ・アブドゥル、リンゴ・スター、ドナ・サマー、バート・バカラック、エルヴィス・コステロ、デイヴィッド・ベノワなど多くのミュージャンと共演している。
自身のリーダーアルバムをこれまでに16枚発表している他、映画やテレビの楽曲制作にも携わっており、エミー賞にもノミネートされている。